# Erich Berlet
Ernst Erich Berlet (* 14. April 1860 in Annaberg; † 10. Mai 1936 in Glauchau) war ein deutscher Lehrer und Heimatforscher.

## Leben
Berlet war der älteste Sohn des Pädagogen Bruno Berlet und seiner Ehefrau Luise, geb. Hogrefe. In erster Ehe war Erich verheiratet mit Anna Antonie Schreiber, die jedoch 1894 starb. Danach heiratete er Franziska Webelhaus. Aus beiden Ehen hat Berlet drei Kinder.
Seinen ersten Unterricht genoss Berlet in der Bürgerschule seiner Vaterstadt, später besuchte er das Progymnasium in Annaberg und von
Ostern 1874 ab das Gymnasium Albertinum Freiberg, wo er Ostern 1880 das Reifezeugnis erlangte. Von Ostern 1881 bis Ostern 1886 studierte er an den Universitäten in Jena und Leipzig Geschichte, Geographie sowie klassische und germanische Philologie. Während seines Studiums wurde er 1880 Mitglied der Burschenschaft Teutonia Jena. Nach seinem Studium und Absolvierung des Probejahrs 1889 wurde er ständiger wissenschaftlicher Lehrer an der Realschule in Mittweida. Ostern 1896 wechselte Berlet als Oberlehrer an die neu errichtete Realschule in Oschatz. 1901 folgte der Wechsel als erster Oberlehrer an die Realschule in Oelsnitz/Vogtl. 1904 wurde er Stellvertreter des Rektors am Realgymnasium in Borna, wo er 1905 den Titel und Rang eines Professors und 1907 dazu den Konrektortitel erhielt. Von Ostern 1909 bis 1924 war Berlet Direktor der Realschule mit Realgymnasialklassen (heute Georgius-Agricola-Gymnasium) in Glauchau, wo er bis zu seinem Lebensende wirkte und heimatgeschichtliche Publikationen verfasste.
Bereits 1894 legte er seine erste Überarbeitung vor: die 8. Auflage der Deutschen Schulgrammatik. Mit seiner Dissertation über die sächsisch-böhmische Grenze wurde er 1898 an der Universität Leipzig promoviert.

## Schriften
- Geschichte der Stadt Glauchau. (Umschlagtitel: Chronik der Stadt Glauchau), 2 Bände: Teil 1: Glauchau im Mittelalter; Teil 2, 1. Hälfte: Glauchau von 1534–1632. Verlag Julius Pickenhahn, Glauchau 1931–34.
- Die sächsisch-böhmische Grenze im Erzgebirge. Oldecop’s Erben (Stockmar), Oschatz 1900 (Digitalisat)
- 50jähriges Bestehen (von Realschule und Progymnasium Glauchau). Glauchau 1910 (Digitalisat).